# 百慕大唧鹀
百慕大唧鹀（学名：Pipilo naufragus）是一种已灭绝的唧鹀属鸟类，其曾是百慕大的特有种。

## 分类
百慕大唧鹀在2012年基于自第四纪洞穴沉积中发现的更新世与全新世化石遗骸被描述并命名。目前已知来自至少5只个体的38块骨骼。它们是属内成员中体型较大的一种，同北美洲东部的棕肋唧鹀关系密切。

## 灭绝
在1609年至1610年间因船难而滞留于百慕大的威廉·斯特拉奇可能在一份旅行报告中提及到了该物种。他于1625年写道： 
雀鸟肥硕丰满如鹀一般，比我们那的要大。
该物种灭绝的具体原因未知，但几乎可以肯定是在17世纪初人类抵达百慕大后不久发生的。入侵物种的捕食被认为加剧了它们的衰落。